# Simi Hills
Simi Hills – niewielkie pasmo górskie w Kalifornii w Stanach Zjednoczonych. Góry leżą głównie w południowo-wschodniej części Hrabstwa Ventura, ale sięgają do zachodnich krańców Hrabstwa Los Angeles. Najwyższy szczyt – Simi Peak (652 m n.p.m.).
Simi Hills leżą na zachodniej krawędzi San Fernando Valley, na południe od Simi Valley.
Pasmo rozciąga się na 42 km w kierunkach wschód-zachód i ma 11 km szerokości w kierunkach N-S. Góry stanowią środkową część pasma Transverse Ranges.